# 二氢吗啡
二氢吗啡也称双氢吗啡，商品名有 Paramorfan、Paramorphan 等，是一种含氮有机化合物，化学式C17H21NO3，属于半合成的嗎啡類阿片衍生物。